# Séguédille
La séguedille ou séguédille ou séquidille (de l’espagnol seguidilla) est une danse espagnole d'origine andalouse apparue au XVIIe siècle. Elle se danse encore de nos jours, surtout en Andalousie.

## Description
Les pas de cette danse sont très variés. Ils empruntent notamment ceux du fandango et de la jota aragonaise, principalement celle où les danseurs cambrent majestueusement le corps et les bras, en se rapprochant et s'écartant alternativement. Il arrive que les bailadores frappent soudainement le talon très bruyamment comme une percussion complémentaire au claquement des castagnettes  : c'est le zapateado.

## Origines

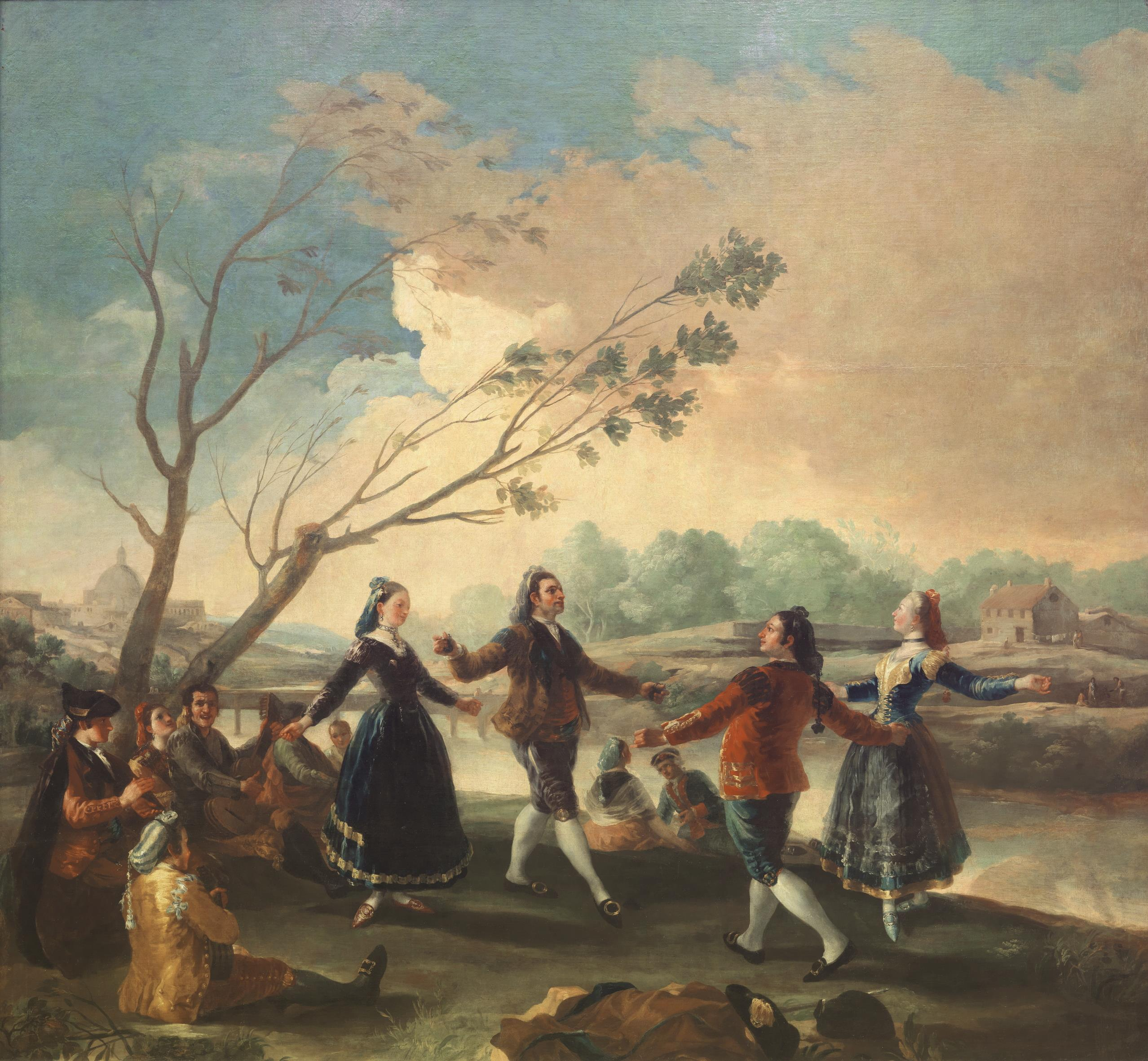
El baile a orillas del Manzanares, de Francisco de Goya : représentation d'une scène populaire de "majos" et "majas" dansant la "seguidilla" sur les rives de la rivière Manzanares à Madrid.

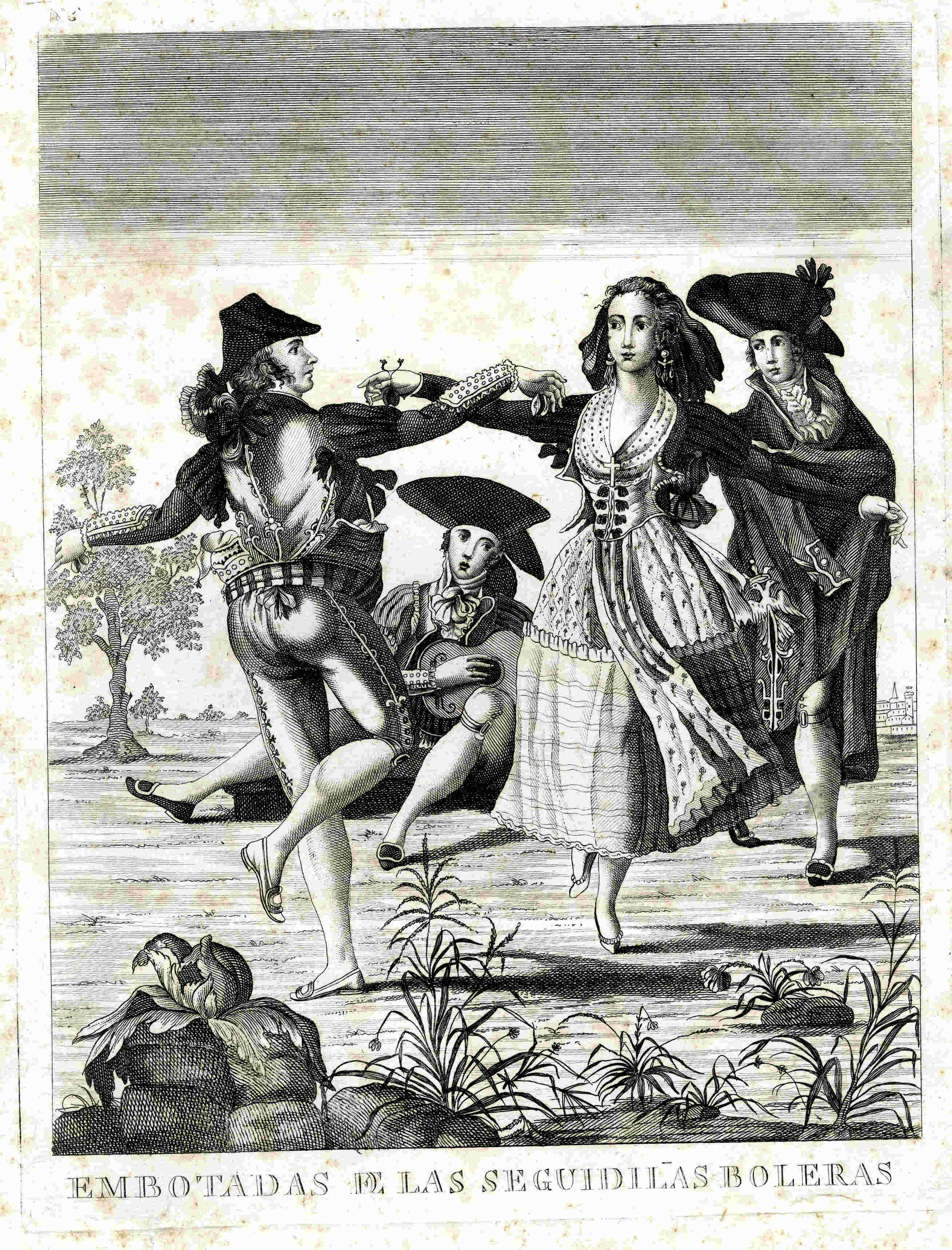
"Seguidillas boleras", gravure du s.XVIII.

Déjà aux XVIIe et XVIIIe siècles, cette expression musicale est partiellement mentionnée dans plusieurs œuvres, plus précisément théâtrales, puisqu'elle servait souvent d'intermède au théâtre.
La danse sévillane dérive d'une variété de la seguidilla.
C'est en 1803 qu'est publié un texte qui décrit pour la première fois la chorégraphie des seguidillas manchegas et bulerias. Les similitudes qui existent entre les sévillanas actuelles et la seguidilla ancestrales sont précisées par Antonio Carion dans son ouvrage Les principales règles de danse, où il associe le boléro et une forme qu'il appelle « seguidilla ».
Le compositeur espagnol Manuel de Falla a notamment écrit un thème musical intitulé Seguidille, d'après les paroles de Théophile Gautier :
Un jupon serré sur les hanches,
Un peigne énorme à son chignon,
Jambe nerveuse et pied mignon,
Œil de feu teint pâle et dents blanches,
Alza ! Ola ! Voilà ! La véritable manola !
Gestes hardis, libre parole,
Sel et piment à pleine main,
Oubli parfait du lendemain,
Amour fantasque et grâce folle,
Alza ! Ola ! Voilà ! La véritable manola !
Chanter, danser aux castagnettes,
Et dans les courses de taureaux,
Juger les coups des toreros,
Tout en fumant des cigarettes,
Alza ! Ola ! Voilà ! La véritable manola !